# Mateja Kožuh Novak
Mateja Kožuh-Novak, slovenska političarka, poslanka in zdravnica ginekologinja, * 26. marec 1943.

## Življenjepis
Mateja Kožuh-Novak je diplomirala in leta 1991 doktorirala na Medicinski fakulteti Univerze v Ljubljani. Specializirala je na področju ginekologije in porodništva. Magisterij je zaključila na Univerzi Johnsa Hopkinsa. Do vstopa v politiko je opravljala poklic ginekologinje.
Leta 1992 je bila izvoljena v 1. državni zbor Republike Slovenije; v tem mandatu je bila članica naslednjih delovnih teles:
- Odbor za zdravstvo, delo, družino in socialno politiko (podpredsednica),
- Komisija za žensko politiko,
- Komisija za vprašanja invalidov in
- Odbor za znanost, tehnologijo in razvoj.

Ker za drugi poslanski mandat leta 1996 ni bila ponovno izvoljena, se je odločila za upokojitev pri 53 letih.
Do leta 2015 je bila dva mandata predsednica Zveze društev upokojencev Slovenije.

## Nagrade
Leta 1983 je s soavtorji prejela Nagrado Sklada Borisa Kidriča za raziskavo Vpliv hormonskih kontracepcijskih tablet na pojavljanje raka na materničnem vratu in njegovih predstopenj .